# Abbaye Saint Antoine de Ranvers
L'Abbaye Saint Antoine de Ranvers (en italien, San Antonio di Ranverso) est une ancienne abbaye de Butière-Haute à l'ouest de Turin, à l'entrée du Val de Suse. Elle a été fondée en 1188 par Humbert III de Savoie.

## Œuvres
La Montée au calvaire (1430) est l'œuvre du fresquiste Giacomo Jaquerio, représentant du gothique international.